# スマヒ・トリキ
スマヒ・トリキ（Ismaël Triki、1967年8月1日 - ）は、モロッコの元サッカー選手。元モロッコ代表。ポジションはディフェンダー。

## 来歴
1994年2月にモロッコ代表デビュー。6月の1994 FIFAワールドカップにもグループステージ全3試合に出場した。また、1998 FIFAワールドカップにも2大会連続で出場した。1999年までに23試合に出場した。

## 代表歴

### 出場大会
- モロッコ代表
  - 1994 FIFAワールドカップ
  - 1998 FIFAワールドカップ

### 試合数
- 国際Aマッチ 23試合 0得点（1994年-1999年）[1]

| モロッコ代表 | 国際Aマッチ | 国際Aマッチ |
| 年           | 出場        | 得点        |
| ------------ | ----------- | ----------- |
| 1994         | 7           | 0           |
| 1995         | 1           | 0           |
| 1996         | 1           | 0           |
| 1997         | 7           | 0           |
| 1998         | 5           | 0           |
| 1999         | 2           | 0           |
| 通算         | 23          | 0           |